# Robert Bourne
Robert Croft Bourne (15. juli 1888 - 7. august 1938) var en britisk roer og politiker.
Bourne var med ved OL 1912 i Stockholm, hvor han sammen med William Fison, Thomas Gillespie, William Parker, Beaufort Burdekin, Frederick Pitman, Arthur Wiggins, Charles Littlejohn og styrmand John Walker udgjorde den ene af to britiske ottere. I finalen blev båden kun besejret af den anden britiske båd, mens en båd fra Tyskland vandt bronze.
Bourne var studerende ved University of Oxford, og var i både 1909, 1910, 1911 og 1912 med i det traditionsrige Boat Race på Themsen.
Senere i livet gjorde Bourne karriere indenfor politik. Fra 1924 og frem til sin pludselige død i 1938 var han medlem af det britiske underhus, repræsenterende De Konservative.

## OL-medaljer
- 1912:  Sølv i otter